# Ella (película)
Ella es una película colombiana de 2015 dirigida y escrita por Libia Stella Gómez. Estrenada el 11 de junio de 2015 y protagonizada por Humberto Arango, Deisy Marulanda, Reina Sánchez, Andrés Castañeda y Álvaro Rodríguez, fue exhibida en eventos internacionales como el Festival de Cine de Montreal, el Festival Internacional de Cine de Mar del Plata y el Festival de Cine de Dortmund, entre otros. Obtuvo el premio a mejor película en el Festival Latinoamericano de Cine de Tigre en Argentina en el año 2015.

## Sinopsis
Georgina y Alcides son dos ancianos que viven humildemente en un asilo de Ciudad Bolívar, marginada localidad bogotana. A Giorgina la acompaña Giselle, una niña de doce años que sufre el constante maltrato de su padre Facundo. Georgina decide enfrentar a Facundo pero a causa de una acalorada riña pierde la vida. Alcides, incapaz de darle a su esposa un funeral digno, emprende una peregrinación por la ciudad con el cuerpo de Georgina en una carreta buscando los recursos que le permitan enterrarla.

## Reparto
- Reina Sánchez es Georgina
- Humberto Arango es Alcides
- Andrés Castañeda es Facundo
- Deisy Marulanda es Giselle
- Shirley Martínez es Rosita
- Álvaro Rodríguez es el enterrador